# Černovír (Olomouc)
Černovír (německy Tschernowir) je bývalá obec, dnes městská čtvrť venkovského charakteru a katastrální území na severu statutárního města Olomouce. Vedle místního hřbitova se nachází známý vojenský hřbitov. V roce 1997 postihla čtvrť katastrofální povodeň.

## Název
Přívlastek v první části jména sloužil mimo jiné k označení hluboké, nebezpečné vody. Osada tedy byla pojmenována podle polohy u nebezpečného vodního víru při přechodu přes řeku.

## Historie
První písemná zmínka o vsi pochází z roku 1249 (Crinivir). Původně byla zřejmě v majetku drobné šlechy, k roku 1429 je však již doloženo vlastnictví kláštera Hradisko, kterému patřila až do jeho zrušení v roce 1784. Život vesnice byl vždy ovlivňován tokem řeky Moravy, jenž přinášela pravidelné záplavy a která zde byla proto ve 20. století regulována. Obyvatelé měli už od 13. století také povinnost starat se o přítok vody k mlýnu u Rohelské brány. Ačkoli se Černovíra výstavba olomoucké pevnosti přímo nedotkla, byly na jeho území vybudovány dva předsunuté forty, č. I a XXII. Byla zde také zřízena vojenská střelnice a hřbitov, na němž je pochováno mnoho vojáků různých národností zemřelých v době první světové války v blízké vojenské nemocnici. Od roku 1850 se Černovír stal samostatnou katastrální a politickou obcí, pod níž spadaly osady Klášterní Hradisko a do roku 1884 také Lazce. Samostatnost Černovíra skončila roku 1919 v souvislosti s vyhlášením tzv. Velké Olomouce, kdy byl spolu se svou osadou Klášterní Hradisko sloučen s městem Olomouc.
Vždy šlo o českou obec, v roce 1876 zde byla postavena česká škola, v níž byl dlouholetým řídícím učitelem Eduard Peřina, vznikl čtenářsko-pěvecký spolek a další. Ačkoli byl Černovír vesnicí převážně zemědělskou, velmi silné postavení zde mělo dělnické a antiklerikální hnutí. Kromě Sokola tak zde působila též Dělnická tělocvičná jednota (Černovír byl sídlem jejího 22. okresu), která si vybudovala vlastní Dělnický dům s tělocvičnou, a po vzniku republiky většina místních obyvatel (58 %) vystoupila z římskokatolické církve a vstoupila do nově založené Církve československé. Ta zde pak měla vlastní náboženskou obec pro Černovír, Lazce a Klášterní Hradisko, která si na náměstí v letech 1938–1940 postavila husitský kostel – Sbor Prokopa Holého.
Dne 10. září 1991 bylo založeno ženské fotbalové družstvo Slovanu Černovír. V červenci 1997 byla čtvrť těžce poškozena povodní na řece Moravě, z 300 domů bylo 70 zcela zničeno. O dva roky později byl na Heydukově ulici postaven most přes Moravu firmou DT výhybkárna a mostárna Prostějov (je 15 m široký a 10 m vysoký).

## Příroda
- Černovírské slatiniště
- Černovírský les
- Chráněná krajinná oblast Litovelské Pomoraví
- Přírodní památka Bázlerova pískovna
- Přírodní rezervace Plané loučky
- Naučná stezka Kol kolem Olomouce

## Obyvatelstvo
| Rok            | 1869 | 1880 | 1890 | 1900  | 1910  | 1921  | 1930  | 1950  | 1961  | 1970  | 1980 | 1991 | 2001 | 2011 | 2021  |
| -------------- | ---- | ---- | ---- | ----- | ----- | ----- | ----- | ----- | ----- | ----- | ---- | ---- | ---- | ---- | ----- |
| Počet obyvatel | 796  | 834  | 949  | 1 163 | 1 555 | 1 553 | 1 862 | 1 350 | 1 637 | 1 090 | 987  | 803  | 804  | 943  | 1 010 |
| Počet domů     | 86   | 100  | 111  | 128   | 147   | 166   | 231   | 264   | 264   | 252   | 257  | 255  | 234  | 267  | 267   |

## Pamětihodnosti
- Boží muka v Polní ulici
- Dělnický dům
- Fort XXII
- Pomník popraveným účastníkům přerovského povstání
- Sloup Nejsvětější Trojice
- Vojenský hřbitov
- Znak opata Bönische

## Fotogalerie

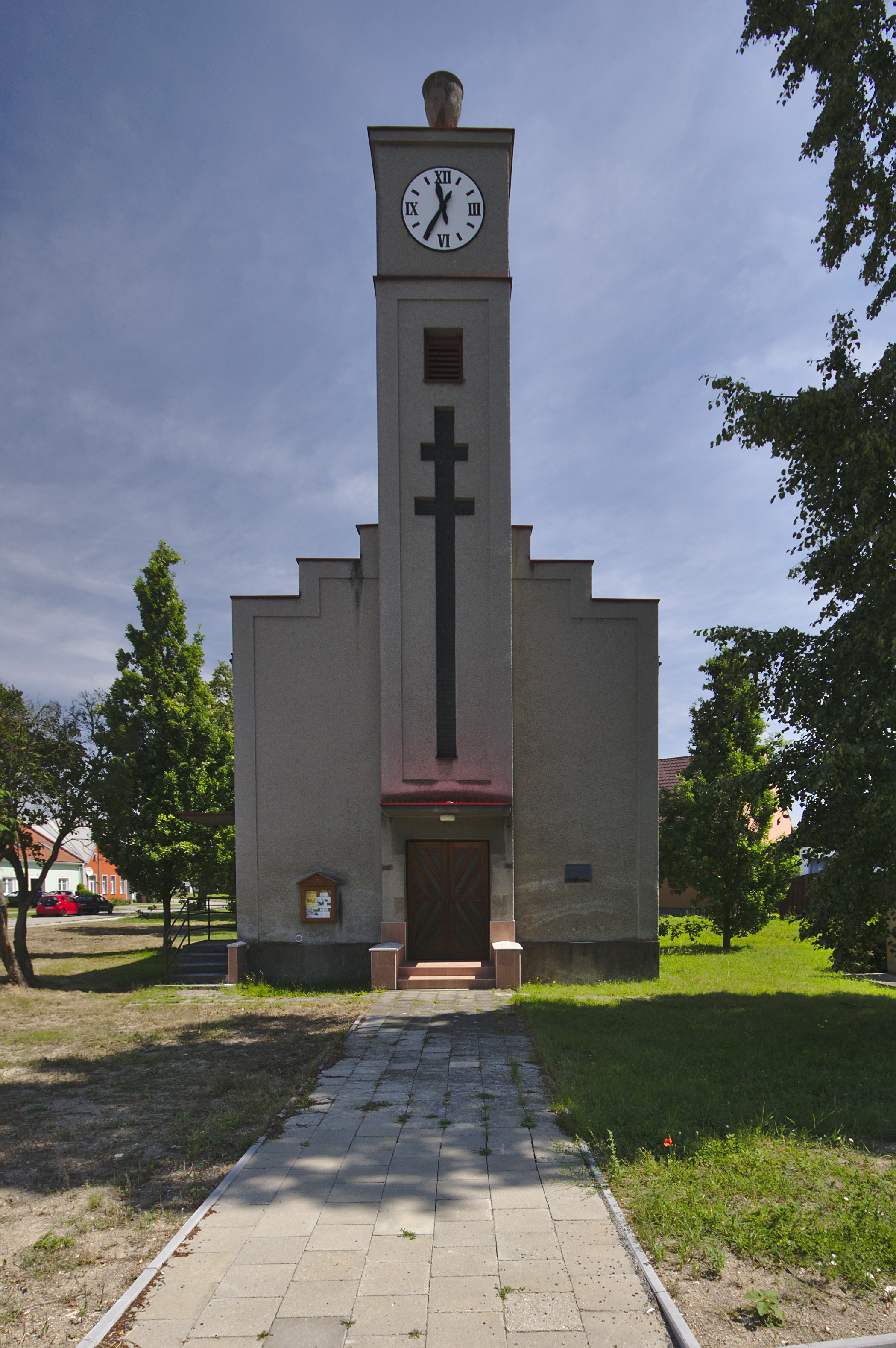
Sbor Prokopa Holého
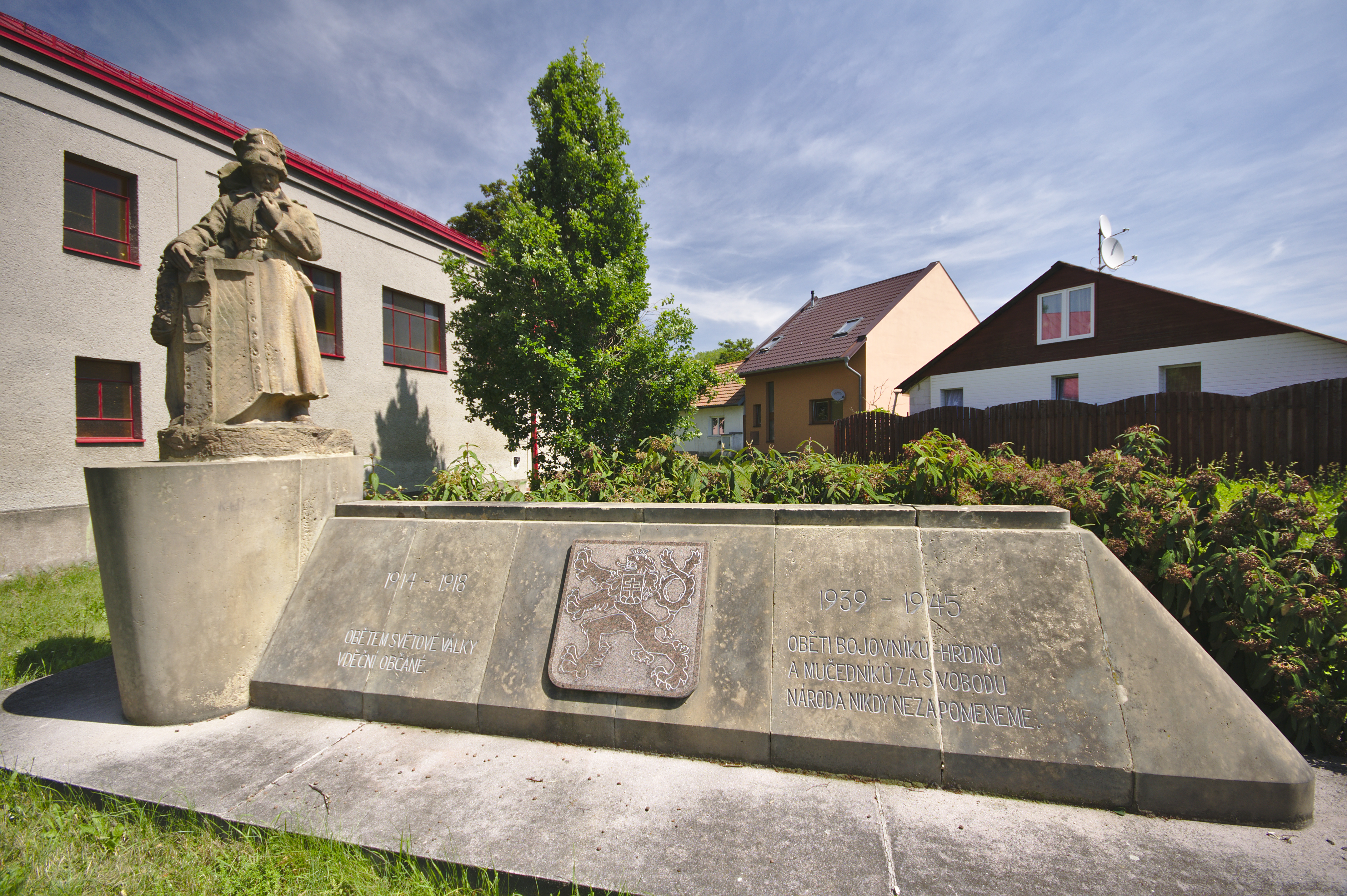
Památník obětem světových válek na Frajtově náměstí
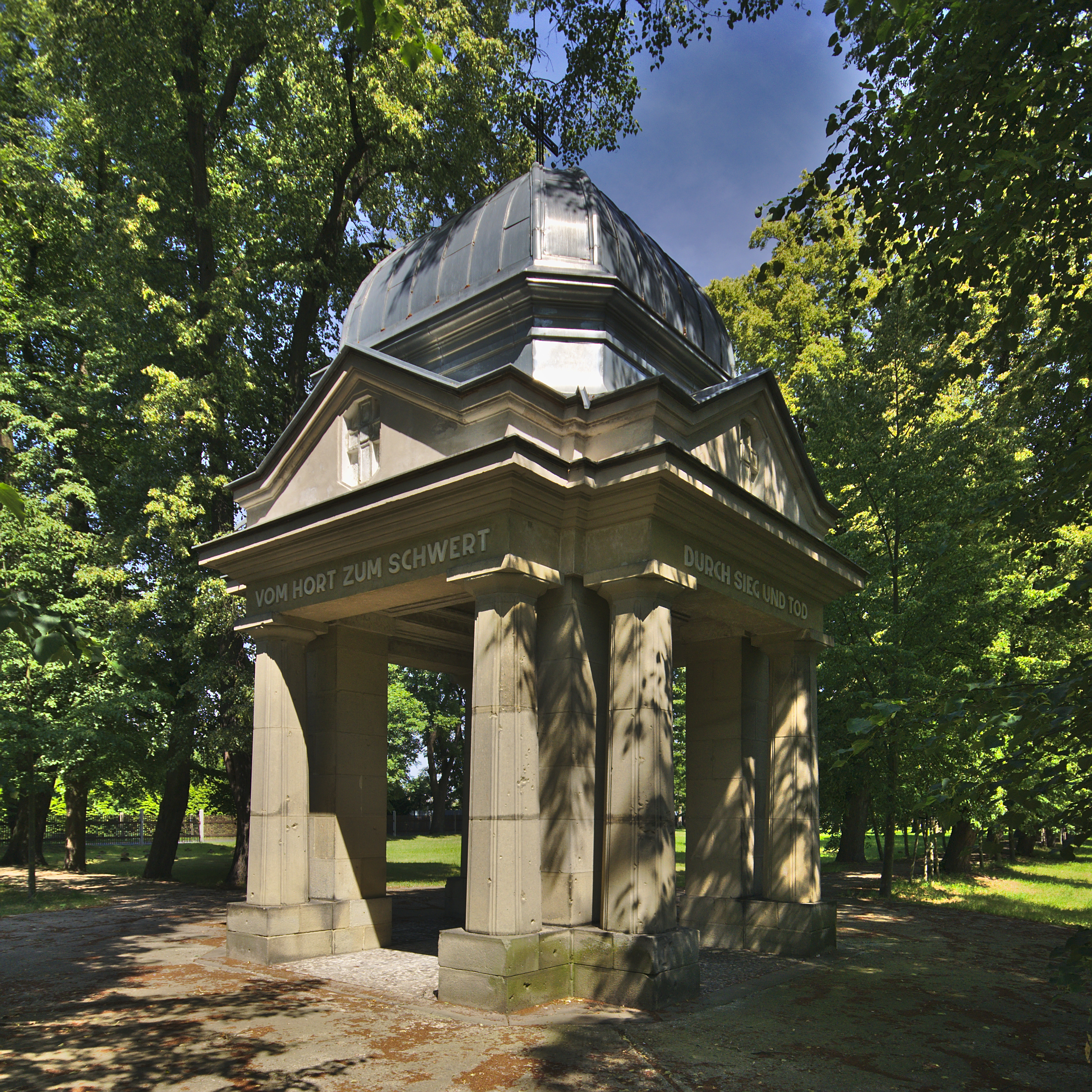
Vojenský hřbitov
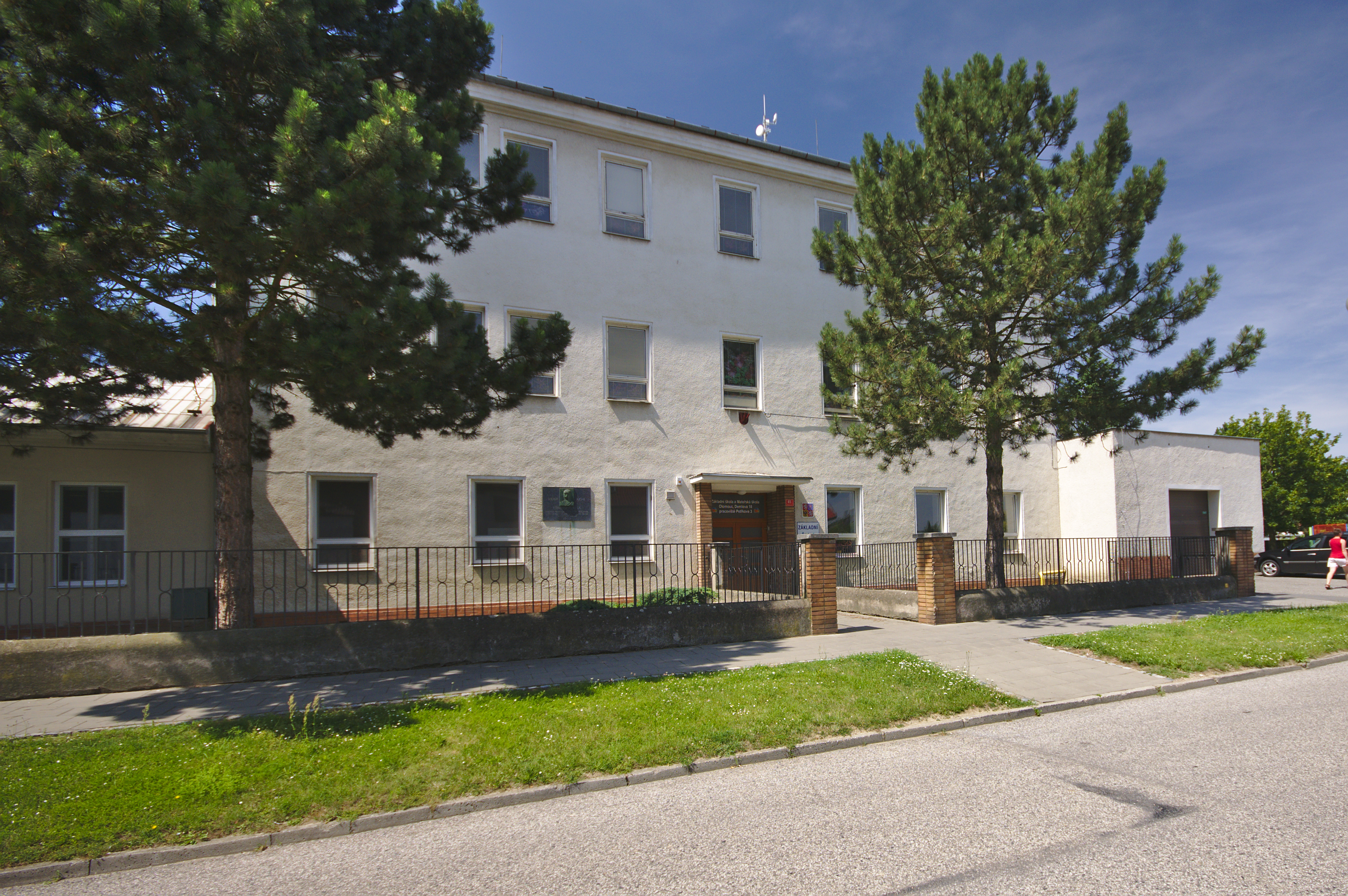
Základní a mateřská škola
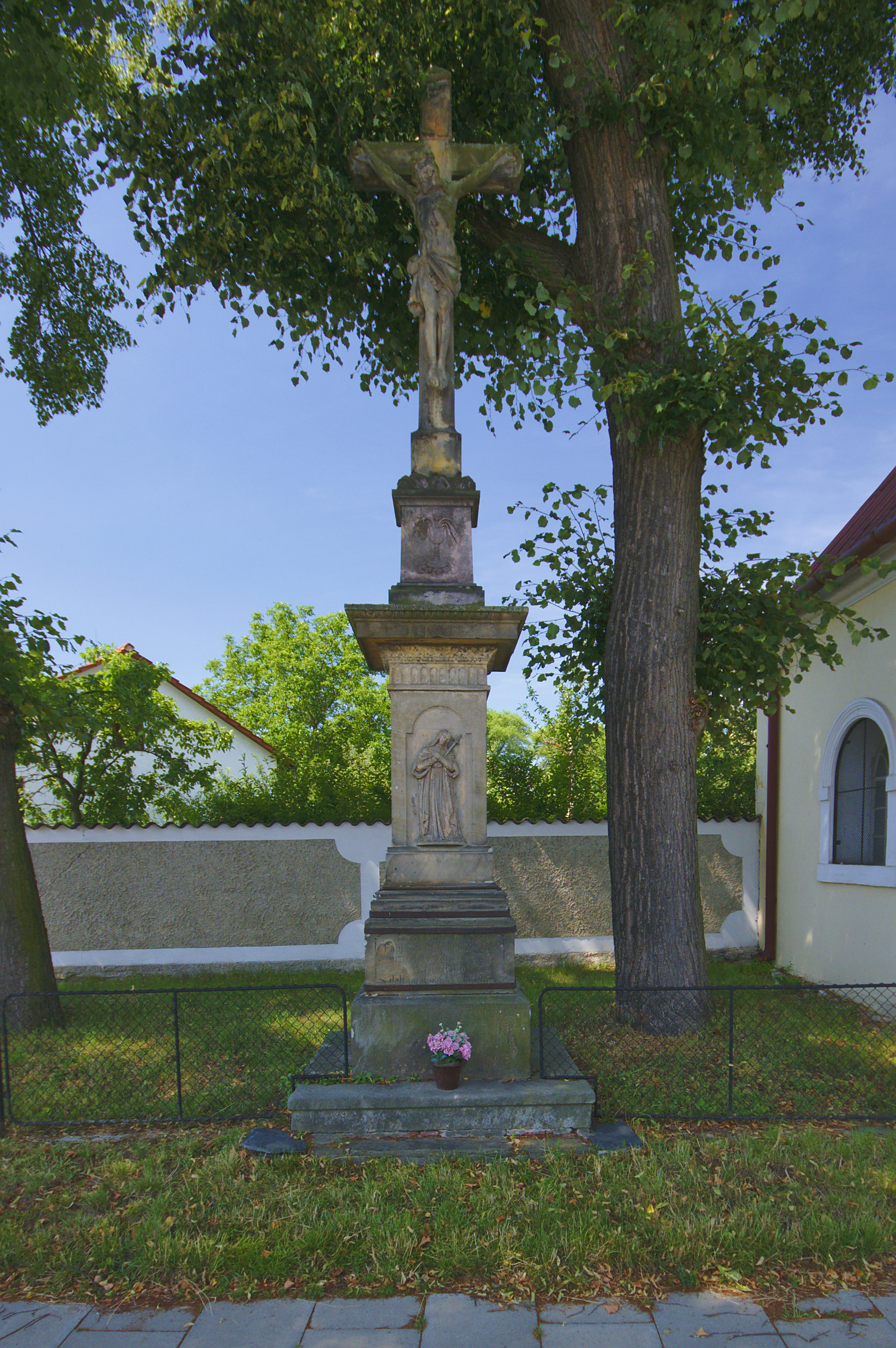
Kříž vedle kaple na ulici Černovírská
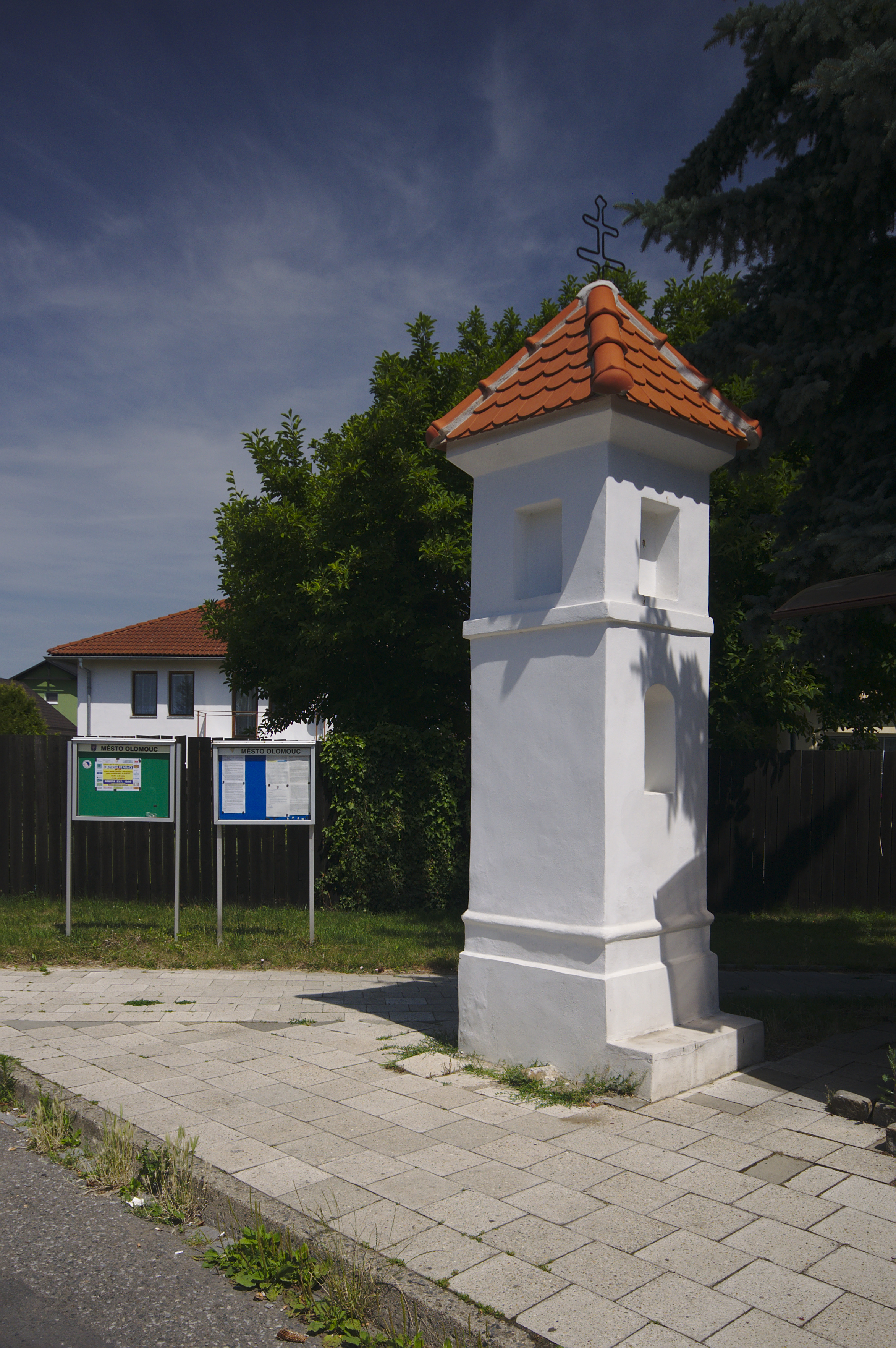
Boží muka na křižovatce ulic Na Partkách, Černovírská a Hlušovická
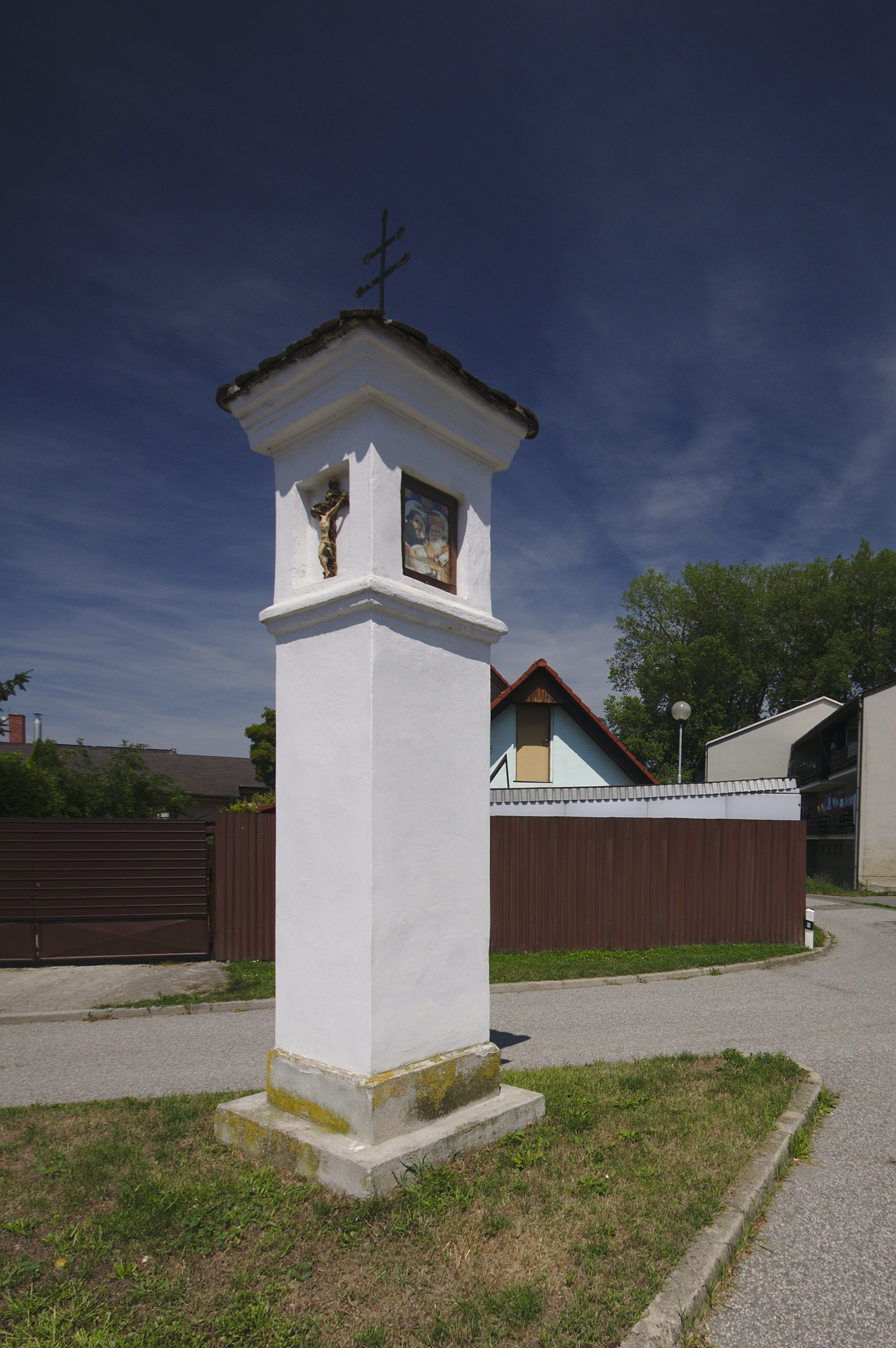
Boží muka na Frajtově náměstí